# ورود به مدار انتقال ماه

ترسیم نمای ورود به مدار انتقال ماه که در نقطهٔ قرمز نزدیک زمین رخ می‌دهد.

ورود به مدار انتقال ماه (انگلیسی: Trans-lunar injection) یا (TLI) یک مانور پیشرانه مداری است که از آن برای تنظیم مسیر پیمایش یک فضاپیما در مسیری که در نهایت باعث رسیدن آن به ماه می‌شود، استفاده می‌شود.

Animation of GRAIL-A's trajectory
GRAIL-A•
Moon•
Earth

Animation of Chandrayaan-2's trajectory
Earth•
Moon•
Chandrayaan-2

نخستین کاوشگر فضایی که TLI را انجام داد، لونا ۱ اتحاد جماهیر شوروی در ۲ ژانویه ۱۹۵۹ بود که برای برخورد با ماه با این مانور طراحی شده‌بود. با این حال، تزریق سوخت دقیقاً برابر برنامه پیش نرفت و فضاپیما با خطای بیش از سه برابر شعاع مورد نظر از ماه منحرف شد و به مداری در مدار خورشید مرکزی قرار گرفت. کاوشگرلونا ۲ همان مانور را با دقت بیشتری در ۱۲ سپتامبر ۱۹۵۹ انجام داد و دو روز بعد در ماه سقوط کرد. شوروی این موفقیت را با ۲۲ مأموریت لونا و ۵ مأموریت در برنامه زوند که بین سال‌های ۱۹۵۹ تا ۱۹۷۶ به ماه سفر کرد، تکرار کرد.
ایالات متحده در ۲۶ ژانویه ۱۹۶۲ اولین تلاش خود را برای برخورد با ماه به نام رنجر ۳ انجام داد که نتوانست به ماه برسد. نخستین موفقیت ایالات متحده، رنجر ۴، در ۲۳ آوریل ۱۹۶۲ بود. ۲۷ مأموریت دیگر ایالات متحده به ماه از سال ۱۹۶۲ تا ۱۹۷۳ راه‌اندازی شد، از جمله پنج فرودگر نرم موفق Surveyor، پنج کاوشگر نظارتی مدارگرد ماه،: ۱۶۶ و نه مأموریت آپولو، که اولین انسان‌ها را بر روی ماه فرود آورد.
اولین مأموریت خدمه انسان برای انجام TLI آپولو ۸ در ۲۱ دسامبر ۱۹۶۸ بود که خدمه آن را به اولین انسانی تبدیل کرد که مدار پایین زمین را ترک کردند.